# Joigny-sur-Meuse
Joigny-sur-Meuse és un municipi francès situat al departament de les Ardenes i a la regió del Gran Est. L'any 2007 tenia 707 habitants.

## Demografia

### Població
El 2007 la població de fet de Joigny-sur-Meuse era de 707 persones. Hi havia 279 famílies de les quals 69 eren unipersonals (16 homes vivint sols i 53 dones vivint soles), 85 parelles sense fills, 117 parelles amb fills i 8 famílies monoparentals amb fills.
La població ha evolucionat segons el següent gràfic:
Habitants censats

### Habitatges
El 2007 hi havia 304 habitatges, 281 eren l'habitatge principal de la família, 17 eren segones residències i 5 estaven desocupats. 300 eren cases i 4 eren apartaments. Dels 281 habitatges principals, 233 estaven ocupats pels seus propietaris, 47 estaven llogats i ocupats pels llogaters i 2 estaven cedits a títol gratuït; 5 tenien dues cambres, 30 en tenien tres, 88 en tenien quatre i 158 en tenien cinc o més. 190 habitatges disposaven pel capbaix d'una plaça de pàrquing. A 124 habitatges hi havia un automòbil i a 114 n'hi havia dos o més.

### Piràmide de població
La piràmide de població per edats i sexe el 2009 era:
| Homes | Edats   | Dones |
| ----- | ------- | ----- |
| 0     | 95 o +  | 0     |
| 0     | 90 a 94 | 4     |
| 0     | 85 a 89 | 4     |
| 4     | 80 a 84 | 4     |
| 24    | 75 a 79 | 16    |
| 12    | 70 a 74 | 24    |
| 12    | 65 a 69 | 20    |
| 8     | 60 a 64 | 28    |
| 20    | 55 a 59 | 8     |
| 48    | 50 a 54 | 36    |
| 16    | 45 a 49 | 28    |
| 40    | 40 a 44 | 28    |
| 20    | 35 a 39 | 24    |
| 8     | 30 a 34 | 24    |
| 4     | 25 a 29 | 0     |
| 12    | 20 a 24 | 4     |
| 28    | 15 a 19 | 8     |
| 44    | 10 a 14 | 16    |
| 12    | 5 a 9   | 52    |
| 4     | 0 a 4   | 12    |

## Economia
El 2007 la població en edat de treballar era de 442 persones, 319 eren actives i 123 eren inactives. De les 319 persones actives 289 estaven ocupades (160 homes i 129 dones) i 30 estaven aturades (14 homes i 16 dones). De les 123 persones inactives 37 estaven jubilades, 39 estaven estudiant i 47 estaven classificades com a «altres inactius».

### Ingressos
El 2009 a Joigny-sur-Meuse hi havia 278 unitats fiscals que integraven 745 persones, la mediana anual d'ingressos fiscals per persona era de 17.933,5 €.

### Activitats econòmiques
Dels 23 establiments que hi havia el 2007, 2 eren d'empreses de fabricació de material elèctric, 3 d'empreses de fabricació d'altres productes industrials, 5 d'empreses de construcció, 5 d'empreses de comerç i reparació d'automòbils, 2 d'empreses de transport, 2 d'empreses d'hostatgeria i restauració, 1 d'una empresa de serveis i 3 d'empreses classificades com a «altres activitats de serveis».
Dels 7 establiments de servei als particulars que hi havia el 2009, 1 era un taller de reparació d'automòbils i de material agrícola, 3 lampisteries, 1 perruqueria, 1 restaurant i 1 saló de bellesa.
Dels 2 establiments comercials que hi havia el 2009, 1 era una botiga de més de 120 m² i 1 una fleca.
L'any 2000 a Joigny-sur-Meuse hi havia 3 explotacions agrícoles.

## Equipaments sanitaris i escolars
El 2009 hi havia una escola elemental.

## Poblacions més properes
El següent diagrama mostra les poblacions més properes.